# 篠村八幡宮

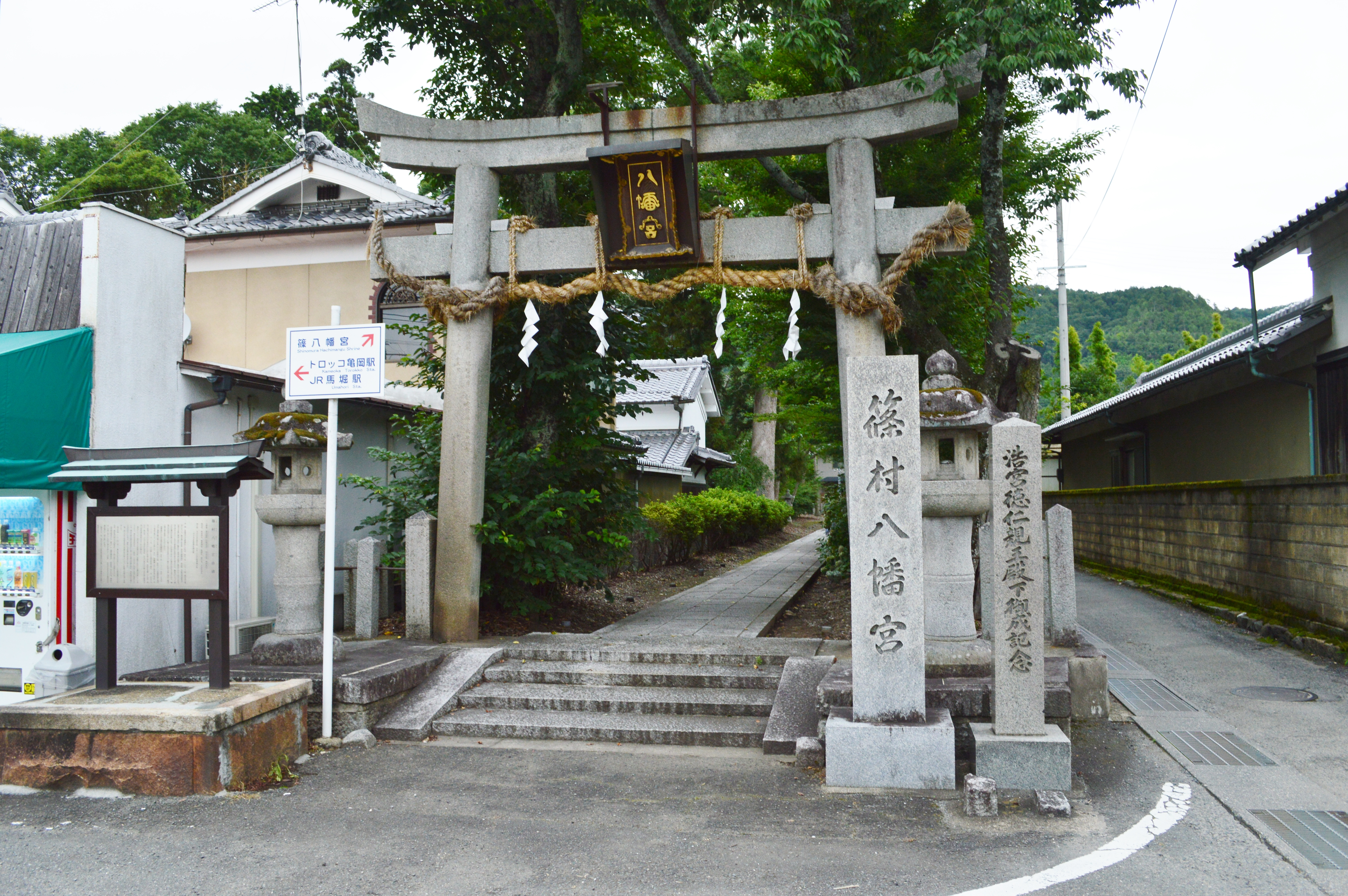
鳥居

篠村八幡宮（しのむらはちまんぐう）は、京都府亀岡市篠町篠にある神社。旧社格は村社。
足利高氏（尊氏）の倒幕挙兵地として知られる。

## 祭神
主祭神
- 誉田別命（ほんだわけのみこと、応神天皇）

合祀神
- 仲哀天皇
- 神功皇后

## 歴史
社伝や本殿の棟札によれば、延久3年（1071年）に勅宣によって源頼義が誉田八幡宮（大阪府羽曳野市）から勧請し創建したとされる。延久4年（1072年）5月13日付の頼義の社領寄進状も現存する。篠村の荘園は藤原氏によって開かれたものであったが、いつの頃からか源氏が相伝することになり、その荘園に勧請されたものとされる。
当地は足利高氏（尊氏）が鎌倉幕府打倒の挙兵をした地として知られ、亀岡市指定史跡にも指定されている。高氏は元弘3年（1333年）4月29日に篠村八幡宮に戦勝祈願の願文を奉じ10日間滞在したのち、六波羅探題を滅ぼして建武中興の礎を築いた。また後醍醐天皇と決別したのち、建武3年（1336年）1月30日に京都攻防戦で敗れたため、2月1日まで篠村八幡宮で敗残の味方の兵を集めるとともに社領を寄進して再起祈願を行なっている。そして尊氏は九州へ逃れ、体勢を立て直すと京都に戻り室町幕府を開くこととなる。
以上の篠村八幡宮への祈願の様子は、『梅松論』『太平記』『難太平記』に記されている。現在も高氏（尊氏）旗揚げの願文（京都府指定文化財）や御判御教書（寄進状）が伝わるほか、境内には矢塚や旗立楊が残されている。
尊氏にとっては2度の岐路で篠村八幡宮により大願が成就したことから、貞和5年（1349年）8月10日に尊氏自身が当社にお礼参りをしたほか、歴代足利将軍からも多くの社領を寄進され、盛時にはその社域は篠の東西両村に渡ったという。この頃、別当職は醍醐寺三宝院門跡が務めていた。しかし、のちの応仁の乱や明智光秀の丹波侵攻によって社伝・社域の多くを失ったという。
江戸時代に入り、寛永年間（1624年-1643年）、亀山城主・菅沼定芳によって本殿が改修され、以後亀山城主の直轄神社として庇護された。

## 境内
本殿は一間社流造。境内には、高氏挙兵にまつわる矢塚が残る。『太平記』によれば高氏は篠村八幡宮に願文とともに一本の鏑矢を供えたといい、多くの武将もそれに続けて供え、矢がうず高く積み上げられたという。矢塚は、これらの矢を埋納した場所とされ、塚上には椎の木が植えられている（現在は2代目）。
境内北方には旗立楊（はたたてやなぎ）として、挙兵した高氏が味方武将に所在を知らせるため、4月27日から5月7日までの間「二引両」の家紋入りの旗を掲げたという楊（やなぎ。柳とは樹種が異なる）が立っている。この楊は『梅松論』にも記載がある。現在の木は昭和初期に挿し木したもので、高氏の時代より6・7代を経て引き継がれてきたものになる。

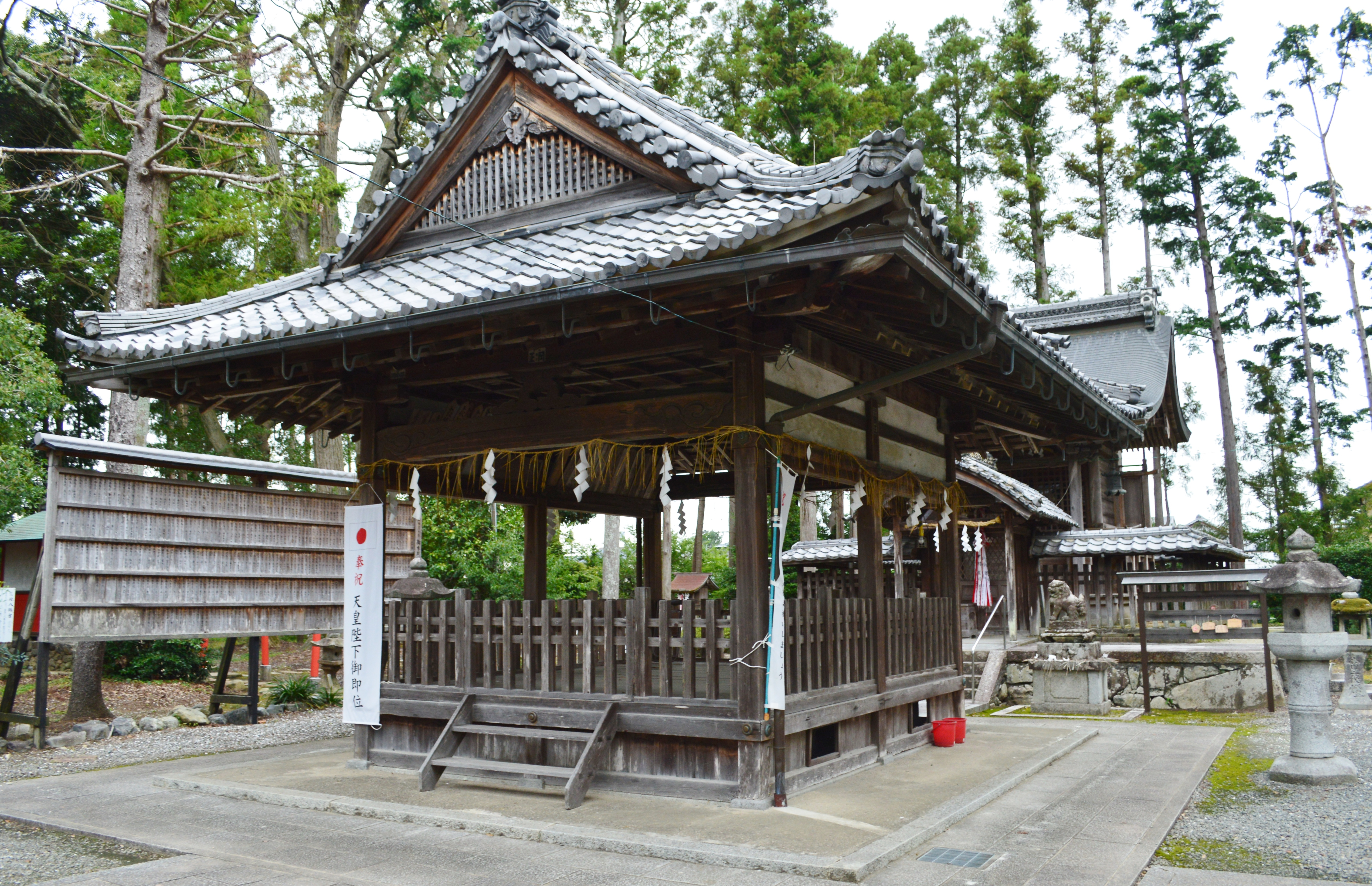
拝殿
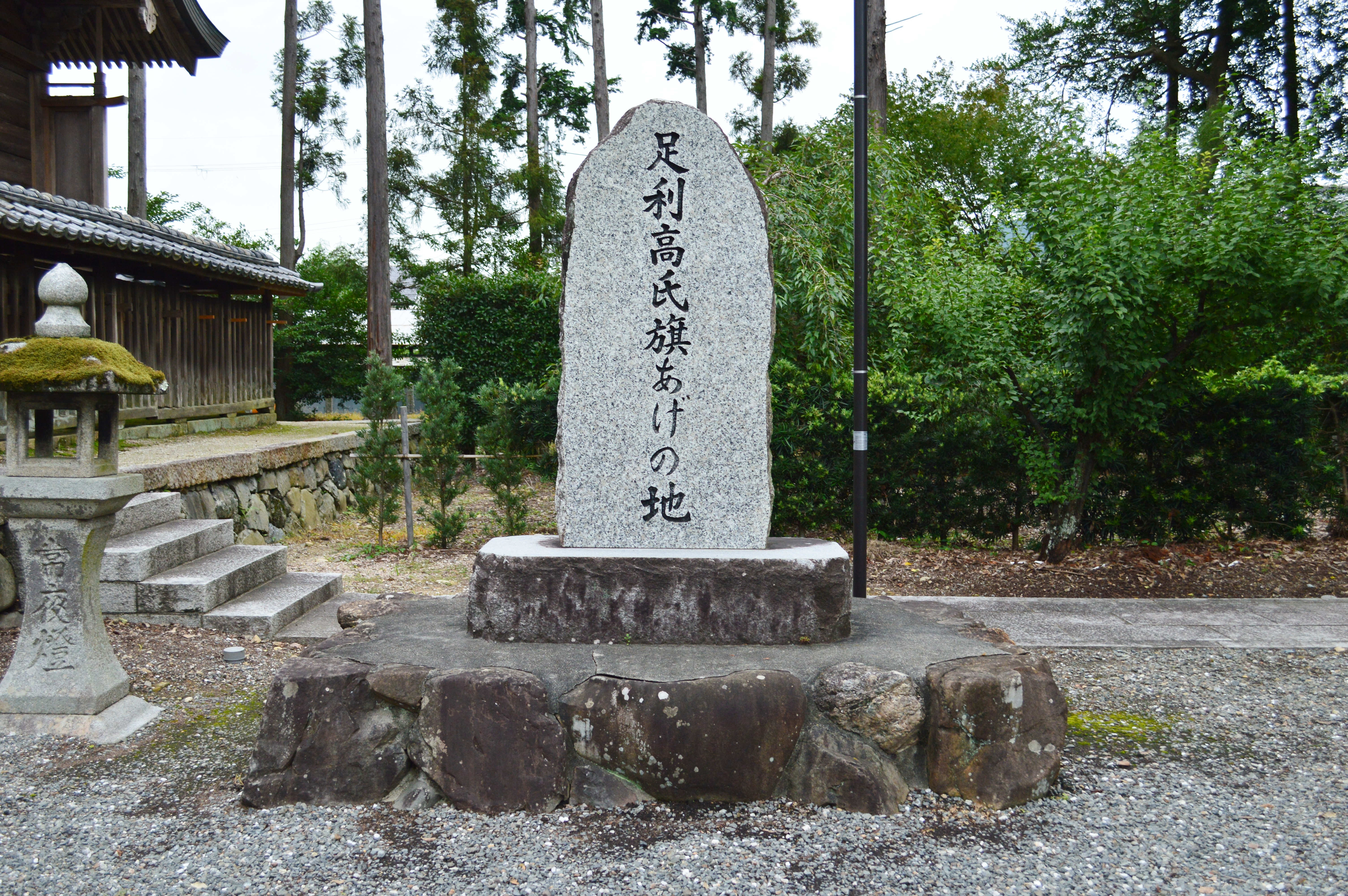
足利高氏旗あげの地碑
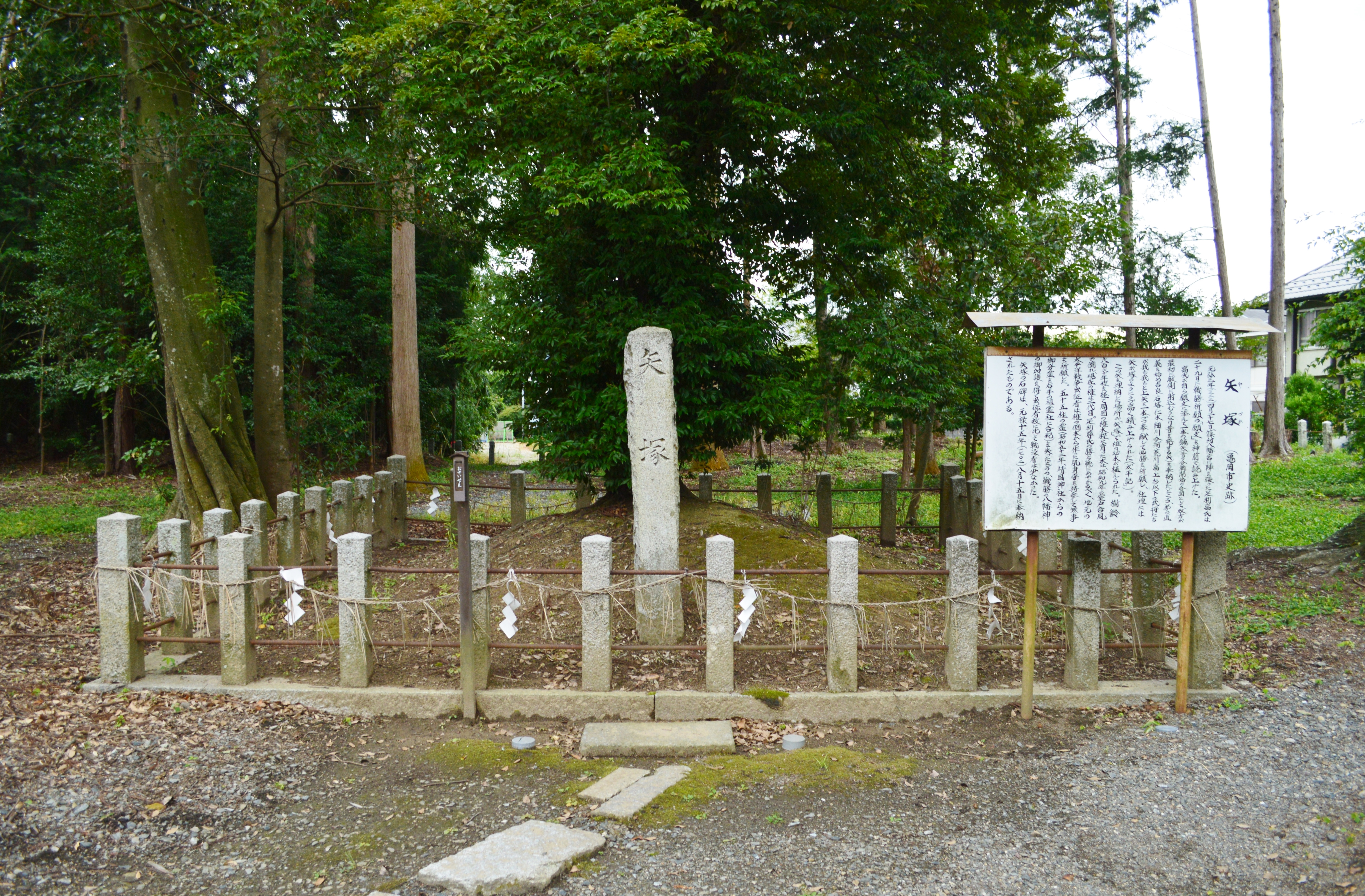
矢塚
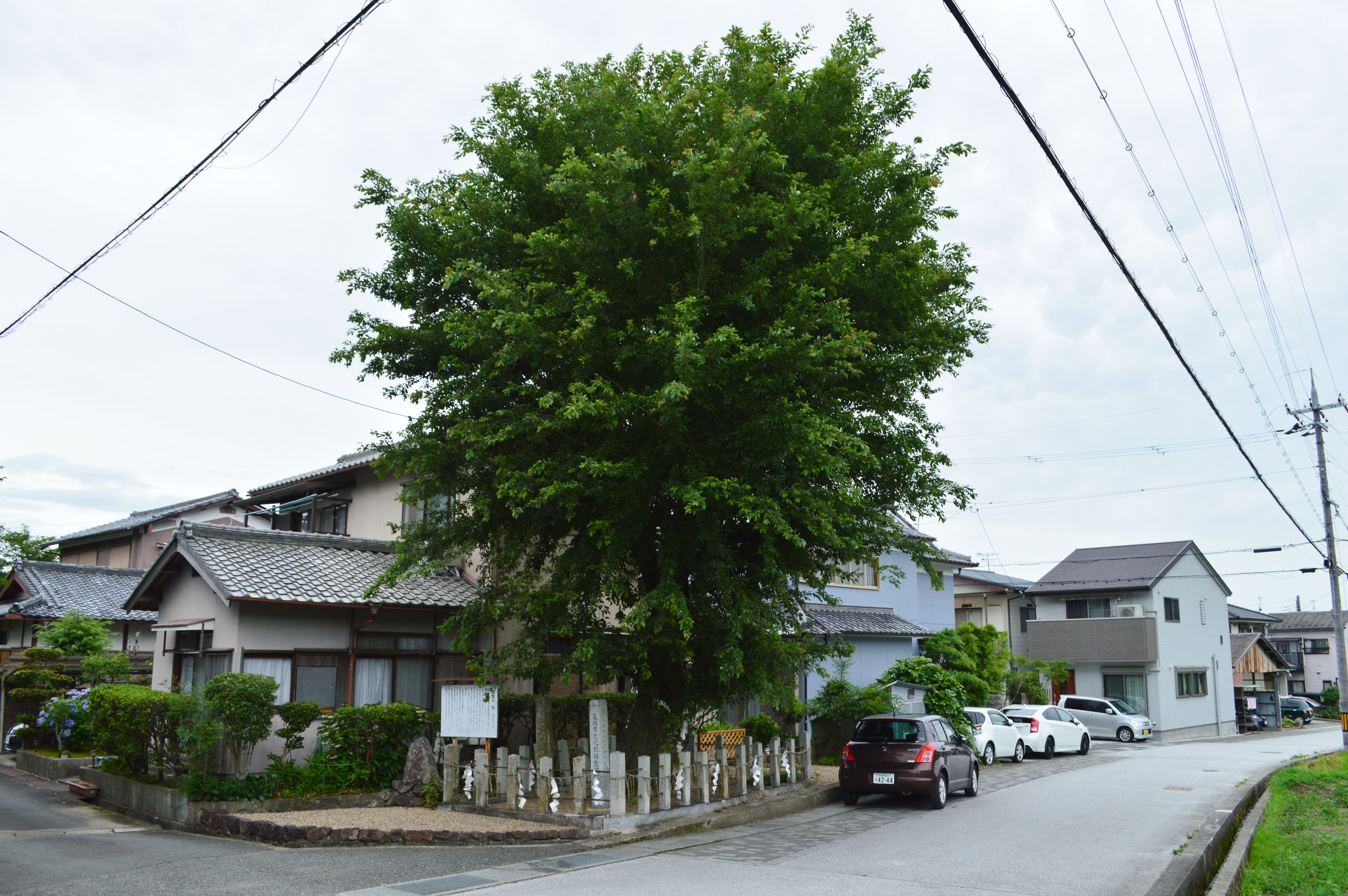
旗立楊

## 摂末社
- 乾疫神社（いぬいやくじんじゃ）

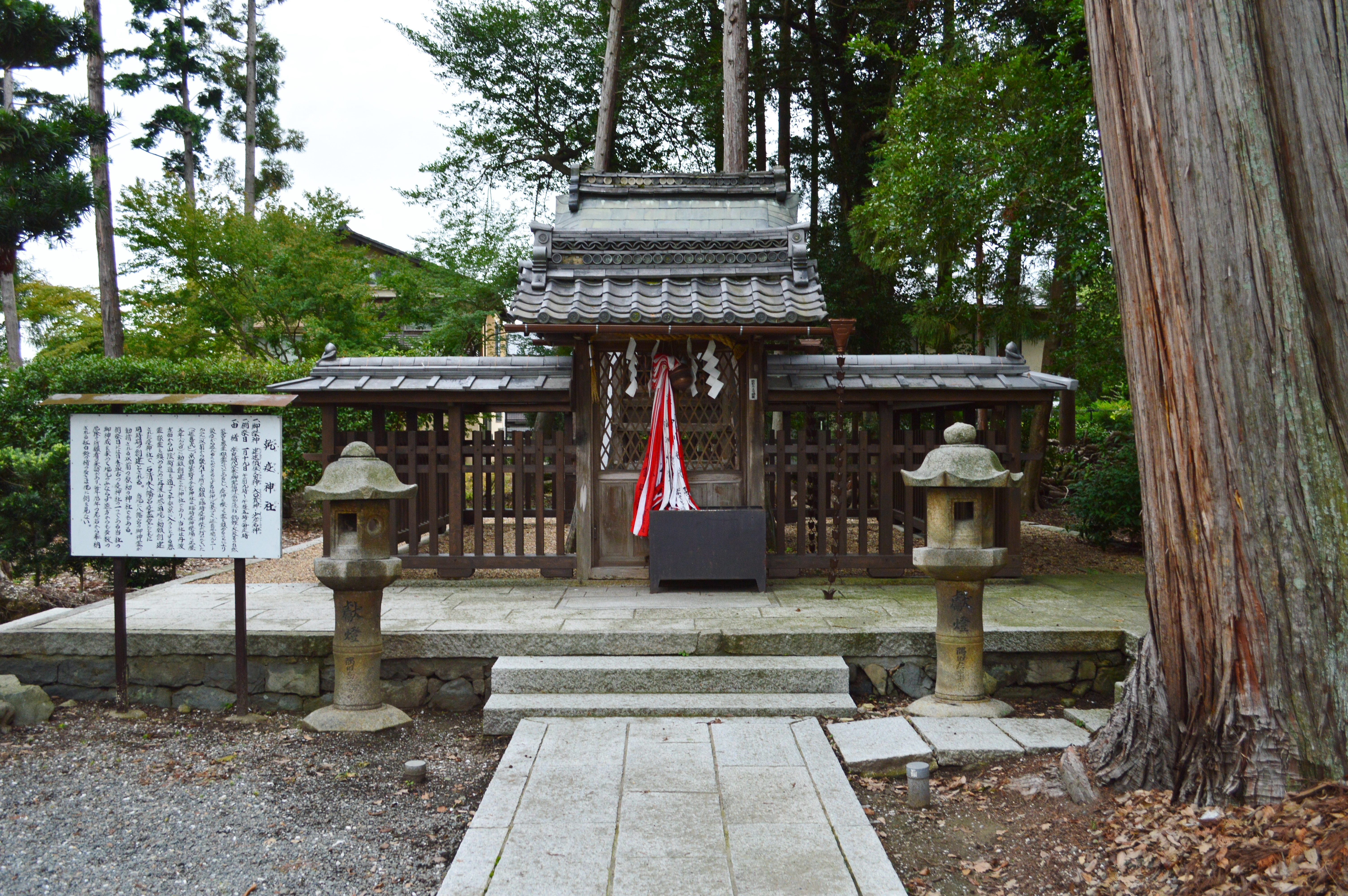
乾疫神社

  - 祭神：建速須佐之男神、大己貴神、少彦名神
  - 例祭：1月19日

奈良時代以来の御霊信仰に基づき、「乾（= 北西）」の方角の丹波国・山城国の国境に勅願で創建された疫神社とされる。当地に八幡神が勧請される以前からの神社という[1]。
- 稲荷神社 - 祭神：稲荷大神
- 祖霊社 - 祭神：篠村八幡宮歴代神職、当地出身の太平洋戦没者55柱
- 祓戸社 - 祭神：瀬織津姫神、速秋津比売神、気吹戸主神、速佐須良比売神
- 小宮社四社 - 近在の祠4社を明治以降に移したものとされる。
  - 秋葉神社・愛宕神社
  - 住吉神社・春日神社・日吉神社
  - 皇大神宮・豊受大神
  - 天満宮

## 祭事
- 本社大祭
  - 放生会（9月第3日曜）
  - 秋季例大祭（10月25日）
- 乾疫神社大祭（1月19日）

## 文化財

### 京都府指定文化財
- 有形文化財
  - 足利高氏願文 1巻（附 足利尊氏御判御教書 1巻）（古文書） - 2006年（平成18年）3月17日指定。

### 京都府登録文化財
- 暫定登録文化財
  - 本殿、拝殿、乾疫神社（建造物）　- 2018年（平成30年）3月23日登録。

### 亀岡市指定文化財
- 史跡
  - 足利高氏旗挙げの地 - 1986年（昭和61年）3月31日指定。

### その他

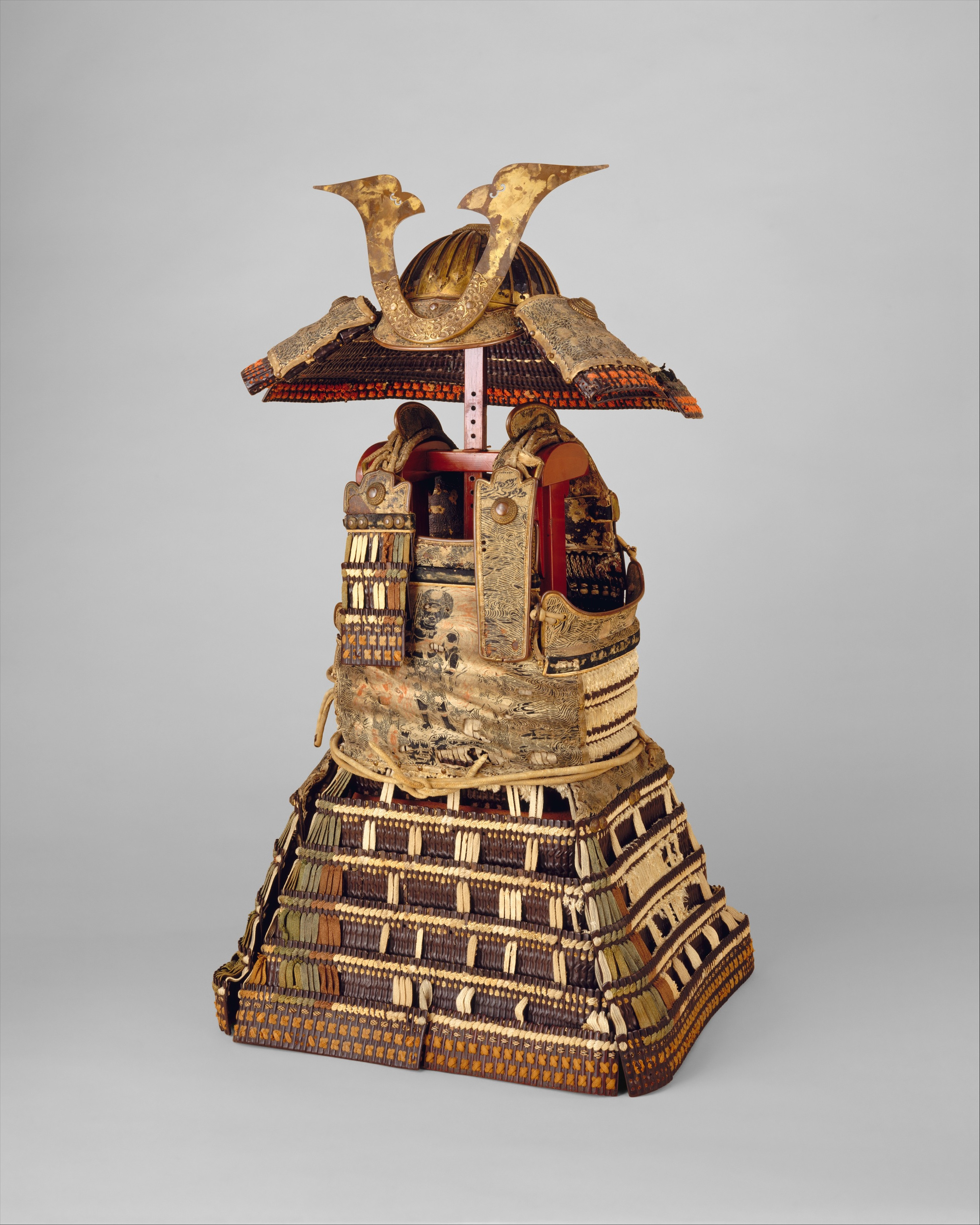
白糸褄取威大鎧（兜・袖欠）および黒韋腰白威筋兜、メトロポリタン美術館所蔵。

- 白糸褄取威大鎧（兜・袖欠）
- 黒韋腰白威筋兜

この大鎧および筋兜は、足利尊氏が篠村八幡宮に奉納したとの伝来を有し、同八幡宮の近所の医師・松井家が所有していたが、明治末期に、京都四条の古美術商・時代屋から売りに出されたところ、アメリカの生物学者で日本甲冑の愛好家でもあったバシュフォード・ディーンに購入され、日本を離れることとなった。現在はメトロポリタン美術館に所蔵されている。大鎧・筋兜ともに鎌倉時代末期から南北朝時代初期の作品とされる。

## 現地情報
所在地
- 京都府亀岡市篠町篠八幡裏4

交通アクセス
- 鉄道：西日本旅客鉄道（JR西日本）嵯峨野線 馬堀駅（徒歩約20分）

## 関連文献
（記事執筆に使用していない関連文献）
- 「篠村八幡宮」『京都府史蹟勝地調査會報告 第三冊』京都府、1922年。 - リンクは国立国会図書館デジタルコレクション。